# Francisco Pedro Buarque de Abreu
Francisco Pedro Brusque de Abreu, primeiro e único barão do Jacuí, (Porto Alegre, 1811 — Porto Alegre, 7 de julho de 1891), também chamado Chico Pedro ou Moringue (Mouringue ou Muringue), foi um militar brasileiro, a serviço do exército imperial durante a Guerra Farroupilha.
Filho do comerciante português Pedro José Gomes de Abreu e de Maria Alves de Meneses (descendente de Jerônimo de Ornelas). Foi um dos mais temidos líderes legalistas, teve importante participação na resistência ao cerco de Porto Alegre pelos farrapos, tendo realizado diversas sortidas para arrebanhar gado e garantir o suprimento de alimentos. Também participou de vários combates tendo sido fundamental na conquista de Caçapava; no ataque e destruição dos estaleiros navais farroupilhas no Rio Camaquã, como capitão em 1839; e no Massacre dos Porongos, como coronel, em 1844, quando cercou e destruiu a tropa de Davi Canabarro.
Em outros combates como em novembro de 1841 fez 20 prisioneiros e tomou 400 cavalos dos Farroupilhas, perto de São Gabriel; em 20 de janeiro de 1842 Chico Pedro, atacado por Bento Gonçalves e 300 homens, derrota-o, provocando 36 mortes, 20 prisioneiros e capturando toda a bagagem, sofrendo somente 3 mortes e 7 feridos.
Com o final da Revolução Farroupilha, recebeu o título de barão e o de brigadeiro honorário. Acostumado à guerrilha, não se acostuma à vida militar, dá baixa do exército para cuidar de sua propriedade rural.
Proprietário de terras na fronteira com o Uruguai, criou uma força militar para defender os interesses dos fazendeiros brasileiros no Uruguai. Enfrentando bandos uruguaios dedicados ao roubo de gado, combate as forças do coronel Diego Eugenio Lamas e a divisão do general Servando Gómez. Estas lutas guerrilheiras ocorridas entre 1849 e 1850 levaram o nome de Califórnias do Chico Pedro. Rebelou-se durante o processo de delimitação do estado nacional Uruguaio, derrotado por Lamas no dia 5 de Janeiro em Catalan, tendo que cruzar o Rio Quaraí a pé, onde foi preso e deportado a São Gabriel-RS.
Ao iniciar a Guerra do Paraguai reúne uma força de cavalaria para lutar com o general Osório.
Empresário, foi loteador da vila de Montenegro, Nova Palmeira (atual Araricá) e organizador da colônia de Maratá. Foi um dos beneméritos da construção da Igreja Nossa Senhora das Dores em Porto Alegre e da atual Igreja Matriz do Município de Araricá.